# Posaconazol
Posaconazolul este un antifungic derivat de triazol, fiind utilizat în tratamentul unor micoze. Căile de administrare disponibile sunt: orală și intravenoasă.

## Utilizări medicale
Posaconazolul este utilizat în tratamentul următoarelor infecții fungice:
- asergiloză invazivă și fusarioză (rezistente la amfotericina B sau itraconazol; pacienți care nu tolerează aceste medicamente)
- cromoblastomicoză, micetom (rezistente la itraconazol)
- coccidiodomicoză (rezistentă la amfotericina B, itraconazol sau fluconazol)
- candidoză orofaringiană, candidemie (primă intenție în forme severe sau la imunocompromiși).